# Indicatoridae
Indicatoridae là một họ chim trong bộ Piciformes.
Chúng có phạm vi phân bố ở khu vực nhiệt đới Cựu thế giới, với số lượng lớn nhất các loài ở châu Phi và hai loài ở châu Á. Các loài chim này được biết đến với sự tương tác của chúng với con người. Chim chỉ dẫn mật ong được ghi nhận và đặt tên cho một hoặc hai loài dẫn con người trực tiếp đến nơi có đàn ong, để chung có thể ăn nhờ ấu trùng và sáp ong được con người bỏ lại sau khi lấy mật ong.

## Phân loại học
- Chi Prodotiscus
  - Prodotiscus insignis
  - Prodotiscus zambesiae
  - Prodotiscus regulus
- Chi Melignomon
  - Melignomon eisentrauti
  - Melignomon zenkeri
- Chi Indicator
  - Indicator maculatus
  - Indicator variegatus
  - Indicator indicator
  - Indicator archipelagicus
  - Indicator minor
  - Indicator conirostris
  - Indicator willcocksi
  - Indicator exilis
  - Indicator pumilio
  - Indicator meliphilus
  - Indicator xanthonotus
- Chi Melichneutes
  - Melichneutes robustus